# Con il permesso della corte
Con il permesso della corte (변론을 시작하겠습니다?, Byeollon-eul sijakhagesseumnidaLR; lett. "Mi lasci iniziare l'arringa") è una serie televisiva sudcoreana distribuita su Disney+ dal 21 settembre al 26 ottobre 2022, tratta dall'omonimo saggio di Jeong Hye-jin, un'avvocata d'ufficio che si occupa della difesa di persone socialmente svantaggiate.

## Trama
Noh Chak-hee, un'avvocata brillante ma allo stesso tempo spietata, è la nipote adottiva del fondatore del più importante studio legale di Seul. Quando sta per essere promossa a socia dopo aver difeso con successo un'azienda farmaceutica che produce pillole anticoncezionali dannose, la polizia la arresta con l'accusa di aver spinto una delle donne che assumeva le pillole a tentare il suicidio. Sospesa dallo studio per un anno, è costretta ad accettare un lavoro da avvocato d'ufficio e si ritrova a lavorare fianco a fianco con Jwa Si-baek, uno dei migliori laureati dell'Istituto di ricerca e formazione giudiziaria, la cui vita personale nasconde un segreto di cui nessuno è a conoscenza. Chak-hee e Si-baek non vanno molto d'accordo, ma lavorando a un caso di omicidi seriali iniziano a fidarsi l'una dell'altro. 

## Personaggi e interpreti
- Noh Chak-hee, interpretata da Jung Ryeo-won
- Jwa Si-baek, interpretato da Lee Kyu-hyung
- Jang Ki-do, interpretato da Jung Jin-young
- Oh Ha-ran, interpretata da Kim Hye-eun
- Yoo Gyeong-jin, interpretato da Lee Sang-hee
- Shin Chi-sik, interpretato da Kim Sang-ho
- Jang Yi-yeon, interpretata da Park So-jin
- Oh Dae-hyeon, interpretato da Hong Seo-joon
- Do Young-soo, interpretato da Ko Kyu-pil
- Yoon Seok-goo, interpretato da Park Jung-hak
- Cho Hyun-sik, interpretato da Ryu Seong-hyun
- Kang Sang-man, interpretato da Noh Sang-bo
- Han Dal-jae, interpretato da Jung Min-seong
- Park Byeong-jae, interpretato da Min Seong-wook
- Choi Yun-jeong, interpretata da Kim So-yi